# Maçarico-maculado
O maçarico-maculado (português europeu) ou maçarico-pintado (português brasileiro)

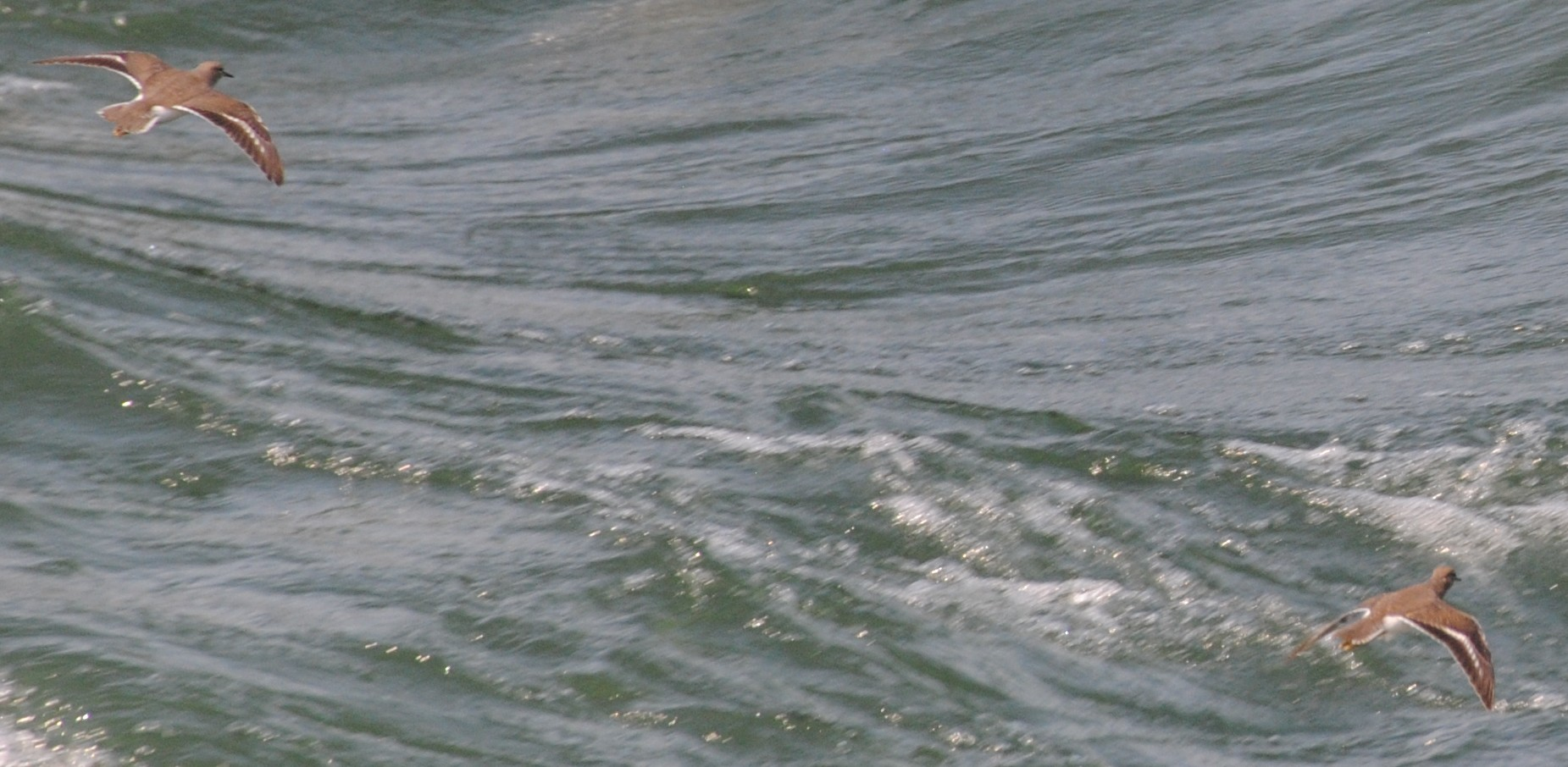

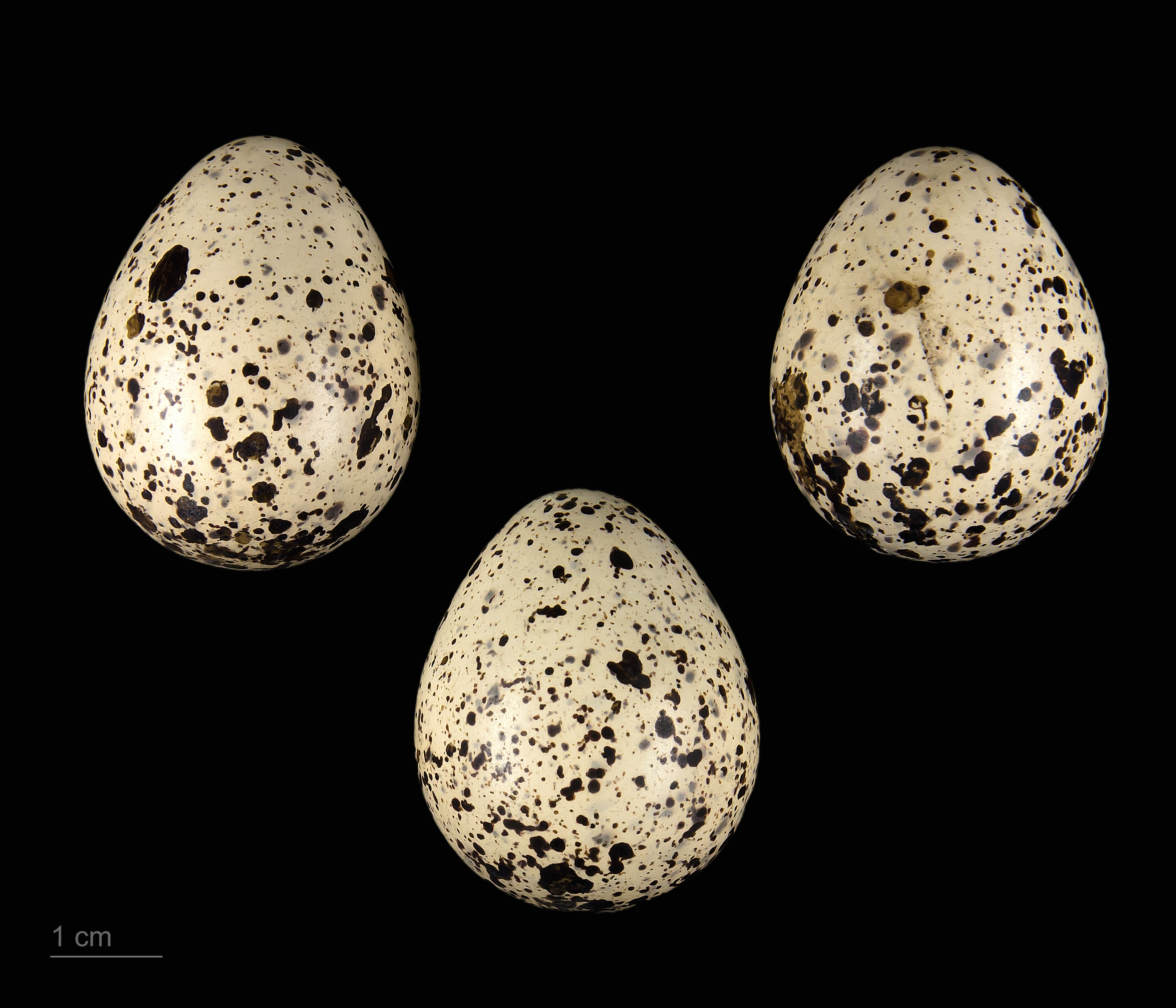
Actitis macularius - MHNT

 (Actitis macularius) é ave pertencente à ordem Charadriiformes e à família Scolopacidae. É parecido com o maçarico-das-rochas, distinguindo-se desta espécie pelo seu menor tamanho, pela cauda um pouco mais curta, pelas patas amarelas e, na época de cria, pelas pintas no peito.
Distribui-se pela América do Norte, sendo de ocorrência acidental na Europa.